# Gilla läget
"Gilla läget" är en sång av Tomas Ledin från 2006. Den finns med på hans nittonde studioalbum Plektrum (2006), men utgavs också som singel samma år.
Låten spelades in i Bell Studio med Bo Reimer och Jörgen Ingeström som producenter. Singeln nådde 14:e plats på den svenska singellistan och tog sig även in på Svensktoppen 2006, där den låg på 9:e plats under en vecka mellan den 7 och 14 maj.
Ledin framförde låten i TV-programmet Bingolotto, tillsammans med "Vi är på gång", den 14 maj 2006.

## Låtlista
1. "Gilla läget"
2. "Gilla läget" (San Francisco retro version)

## Medverkande
- Jörgen Ingeström – producent, keyboard, gitarr
- Tomas Ledin – sång, gitarr
- Sebastian Nylund – gitarr
- Bo Reimer – producent, trummor

## Listplaceringar
| Lista (2006) | Topplacering |
| ------------ | ------------ |
| Sverige      | 14           |

### Fotnoter
1. 1 2 3  ”Tomas Ledin”. Svensk mediedatabas. Arkiverad från originalet den 25 juli 2014. https://web.archive.org/web/20140725173941/http://smdb.kb.se/catalog/search?q=Tomas+Ledin&x=0&y=0. Läst 18 januari 2013.
2. 1 2  Placering på den svenska singellistan
3. ↑  ”Svensktoppen 2006”. Sveriges Radio. http://sverigesradio.se/sida/topplista.aspx?programid=2023&date=2006-05-07. Läst 18 januari 2013.